# Cutro
Cutro és una localitat d'Itàlia de la província de Crotona, regió de Calabria, amb 10.176 habitants el 2008.

## Persones il·lustres
- Leonardo da Cutro, jugador d'escacs del segle xvi